# Carl Isidor Cori
Carl Isidor Cori (24. února 1865 Most – 31. srpna 1954 Vídeň) byl český zoolog německé národnosti a rektor pražské Německé univerzity.

## Životopis
Carl Isidor Cori se narodil v Mostě 24. února 1865. Jeho otec Franz Eduard Cory pocházel z Jindřichova Hradce. V Praze na univerzitě vystudoval zoologii a ve studiu pokračoval na Lipské univerzitě, kde v roce 1889 získal doktorát filozofie. O dva roky později obhájil v Praze titul doktora medicíny a v roce 1892 se habilitoval v oboru zoologie a srovnávací anatomie.
Poté působil na německé technické univerzitě v Praze nejprve jako asistent zoologie, v roce 1898 se stal mimořádným a v roce 1905 řádným profesorem. Univerzita Corimu vyšla vstříc při jeho vědecké práci a umožnila mu od roku 1898 pobyt v Terstu. Cori se jako uvolněný profesor stal ředitelem zdejší zoologické stanice a současně vedl místní oceánografickou biologickou výzkumnou stanici pro studium živočichů a rostlin. Cori se specializoval na výzkum některých mořských živočichů, především skupiny Phoronida (chapadlovky), o které napsal ve 30. letech dvě publikace. Vedle toho studoval různé skupiny mořských bezobratlých.
V roce 1918 se s rodinou přestěhoval zpět do Prahy. Na pražské německé univerzitě byl profesorem v letech 1919–1936. Na Německé univerzitě se po vzniku Československé republiky oddělily přírodovědné obory od filozofické fakulty do samostatné přírodovědecké fakulty. Cori v letech 1921–1923 byl jejím děkanem. Celkem třikrát stanul v čele Německé univerzity jako její rektor (1925–1926, 1927–1928, 1930–1931). Vedle toho zastával v pěti akademických letech funkci prorektora.
Po vzniku Československa stál v čele zoologického ústavu, od roku 1925 byl zároveň přednostou Institutu zoologie v Praze. Byl také zástupcem ředitele vědecké zkušební komise pro zkoušky učitelské způsobilosti pro střední školy a členem Německé společnosti věd a umění pro Československou republiku.
Ve vědeckých kruzích je známější jeho syn, biochemik Carl Ferdinand Cori, který společně s manželkou Gertou Theresou Cori roku 1947 obdržel Nobelovu cenu za objev významu a funkce hormonu předního laloku hypofýzy v látkové přeměně cukrů.